# 原元太仁
原元 太仁（はらもと たいじ、1962年1月27日 - ）は、日本の俳優。大阪府出身。大阪芸術大学舞台芸術科卒業。文学座養成所演劇研究所研修科出身。身長177cm、体重81kg。エビス大黒舎所属。

## 来歴・人物
TV、CM、舞台を中心に活躍。舞台では脚本、演出も手掛ける。
趣味は料理、ドラム、バードウォッチング。

## 出演

### テレビ
- さわやか3組（NHK教育） - 父親 ※準レギュラー
- 土曜ワイド劇場『終着駅シリーズ』（テレビ朝日）
- はぐれ刑事純情派（テレビ朝日）
- 代表取締役刑事（テレビ朝日） - ゲスト出演・犯人
- ヴァンサンカン・結婚（1991年、フジテレビ） - お見合いの相手
- 真夏の刑事（1992年、テレビ朝日） - プレイボーイ
- 月曜女のサスペンス『消えた少女』（テレビ東京） - 秘書
- ウルトラマンになりたかった男（1993年10月18日、TBS）
- 電光超人グリッドマン 第37話（1993年12月18日、TBS） - 警官
- 企業病棟（1994年、NHK） - 喫茶店マスター
- 東芝日曜劇場『再会』（TBS） - レストランのボーイ
- かたつむりの沈黙（テレビ朝日） - エンジニア
- スイッチを押すとき　第4話（2006年、CBC） - 警備員
- 偽りの花園（2006年、フジテレビ） - 大工の棟梁
- 風の果て　第6話・第7話（2007年11月22日・11月29日、NHK） - 家士・山田信敏
- 白い春 第1話（2009年4月1日、フジテレビ） - 警官
- 土曜プレミアム『神戸新聞の7日間』（2010年1月16日、フジテレビ）
- 同窓会〜ラブ・アゲイン症候群　第8話（2010年6月10日、テレビ朝日） - ホテルマン
- 変身!合体!超合金!（WOWOW）
- 遺留捜査（2011年、テレビ朝日） - レギュラー・捜査一課原本
- 罪と罰 第3話（2012年、WOWOW） - 聞き込みの刑事
- ステップファザー・ステップ　第3話（2012年1月23日、TBS） - 質屋の主人
- 明日をあきらめない〜がれきの中の新聞社〜（2012年3月4日、テレビ東京）
- 陽だまりの樹 第2話（2012年4月13日、NHK BSプレミアム） - 浪人
- 家族、貸します 〜ファミリー・コンプレックス〜（2012年7月27日、日本テレビ） - 斉藤幸一
- beポンキッキーズ　ロンゴマックス - 強欲王ディザイアンの声[3]
- 相棒シーズン11 第12話（2013年1月16日、テレビ朝日） - 刑事
- 金曜プレステージ『宮部みゆきドラマスペシャル　淋しい狩人』（2013年9月20日、フジテレビ） - 医師
- 独占追跡！三億円事件“最後の告白者たち”〜真犯人の影・・・45年目の新証言〜（2013年12月21日、フジテレビ） - 刑事（少年の父）
- 水曜ミステリー9『マトリの女 厚生労働省 麻薬取締官』（2014年2月19日、テレビ東京）
- 金曜プレステージ『深川東署・特命人情捜査班 朝田真平』（2014年7月18日、フジテレビ） - 三浦宣彦
- あすなろ三三七拍子　第4話（2014年8月5日、フジテレビ） - 医師
- シリーズ・江戸川乱歩短編集 1925年の明智小五郎 D坂殺人事件（2016年1月11日、NHK BSプレミアム） - 警察官本部長
- ママゴト 第6・7話（2016年10月4日・10月11日、NHK BSプレミアム）
- シリーズ横溝正史短編集 金田一耕助『黒蘭姫』（2016年11月24日、NHK BSプレミアム） - 川崎
- 中居正広の金曜日のスマイルたちへ『野沢直子篇』（2017年9月22日、TBS） - 再現ドラマ
- ラブホの上野さん Season2　第6話（2017年、フジテレビ）

### 映画
- GET It ON?（2001年11月17日、舞原賢三監督）[4][5]
- ストロベリーナイト - 刑事（2013年1月26日、佐藤祐市監督）
- 青春群青色の夏（2015年9月5日、田中佑和監督）[6][7][8]
- 東京ノワール（2018年8月4日、ヤマシタマサ監督） - 増岡
- ぴっぱらん!!（2024年11月1日、崔哲浩監督） - 片岡修[9]

### Vシネマ
- 三代目代行（渋谷正一監督） - 林葉組若頭補佐 西村敬作
- 日本統一4〜7（2014年、山本芳久監督） - 古森（刑務官）
- 首領の道10・11（2014年、辻裕之監督） - 門田春樹
- 代紋の墓場1（2015年、金澤克次監督） - 銀行支店長
- 仁義なきやくざ1・2（2015年、山鹿孝起監督） - 松若組若頭補佐 柏木一家総長 柏木熙
- 日本統一18・19・20（2016年、濱水信監督） - 六代目至誠会会長 宮島嘉門
- 制覇13・14（2017年、港雄二監督） - 天満組若頭 佐々木省吾
- 極道天下布武4（2017年、港雄二監督） - 信濃 川俣組組長

### CM
- アクサダイレクト 「チームアクサ」篇 - 社員
- J:COM 「インフォマーシャル」 - 父親
- アステラス製薬 「マイスリーDTC」
- JR東日本 - 新入社員・父親
- 江崎グリコ 「キスミントガム」 - サラリーマン
- 名古屋銀行 - 新婚の夫
- アサヒビール 「アサヒスーパードライ」- F1レース・パネリスト
- Jビーフ - 父親
- 東洋水産　麺づくり「みんな、だいすき！」篇

### 舞台
- プリクリーズ（劇団東京シェイクスピア・カンパニー公演）
- Natural（1999年11月26日-11月30日、劇団ユニットSuper COMPLEX） - オカマのママ[10]
- Tenkasu（2002年8月、天下茶屋ワッパーズ・原元太仁プロデュース）
- Natural（2003年2月8日-2月11日、劇団ユニットSuper COMPLEX） - オカマのママ[11]
- スマイル（2004年12月23日-12月26日、劇団TK2公演） - 日高修平[12]
- 8・12 第二章 絆（2005年4月23日-4月29日、劇団TK2公演） - 芳賀善人[13]
- クロスロード（キングモンキー3世公演） - 二枚目俳優
- 十二夜（セバスチャン文学座アトリエ公演）
- リア王 - 兵隊
- サロメ - 死刑執行人
- 地球の思い出（2009年2月11日-2月15日、キングモンキー3世公演）
- くれない坂の猫（2012年10月3日-10月8日、まじんプロジェクト公演） - 笹舟亭蒲鉾
- イカイノ物語（2014年5月21日-5月25日、コメディ オン ザ ボード＋シアターX提携公演vol.12）[14]
- 羊ハウスのこと（2015年10月7日-10月12日、エムズクルー公演）[15]
- 颱風來了 tai feng lai le（2017年2月15日-2月19日、エムズクルー公演）[16]

### STEEL
- 三菱地所レジデンス　「西新宿をHOMETOWNにしよう。」
- セブン&アイ・ホールディングス
- JAバンク
- モバイル・ドットコム - 父親

### その他
- WEBドラマ 愛車探偵2ndシーズン 第1話 - 真島大介・遠藤
- Wii-TV 未来は今 第1話（三木康一郎監督） - 面接官